# 形式球
形式球是一個拓樸學上的概念，將球體的概念繼續延伸至包括球心距為負數的「球體」及不被包圍的狀況。
形式球這個概念由Weihrauch & Schreiber (1981)提出，然後再由Tsuiki & Hattori (2008)一般化至包括球心距為負數（即一般化的形式球）的個案。
具體來說，如果{\displaystyle (X,d)}是一個度量空間，以{\displaystyle \mathbb {R} ^{+}}表示非負實數，則{\displaystyle B^{+}(X,d)=X\times \mathbb {R} ^{+}}的元素就是在{\displaystyle X}空間內的一個形式球。{\displaystyle B(X,d)=X\times \mathbb {R} }的元素則被稱為「一般化的形式球」。

## 參看
- 羅森拓樸學（英语：Lawson topology）
- 波蘭拓樸學/波蘭空間
- 雙曲空間